# James Simenc
James Simenc ist ein US-amerikanischer Schauspieler und Synchronsprecher.

## Leben
Simenc studierte ab 2008 Angewandte Mathematik, Englisch und Literatur an der University of California, Los Angeles. 2012 schloss er sein Studium mit dem Bachelor of Arts and Science ab. 2011 debütierte er im Fernsehfilm Extremely Decent als Filmschauspieler. 2013 folgten eine Episodenrolle in The Vault, eine Filmrolle in The Bell Witch Haunting als Chris und eine Rolle im Kurzfilm Not Another High School Musical. Ab 2014 war er verstärkt als Synchronsprecher tätig und wirkte in dieser Funktion unter anderen von 2015 bis 2019 in 12 Episoden der Fernsehserie Conan mit. 2016 wirkte er als Synchronsprecher in den spanischsprachigen Fernsehserien Mis Tres Marías und Por amarte así mit. 2017 lieh er seine Stimme für die englischsprachige Filmfassung des russischen Spielfilms The Bride. In über 90 Episoden war er jeweils in den Serien Solo una madre und Para verte mejor zu hören. Sprachrollen erhielt er in den Animes Shaman King und Ōoku: The Inner Chambers. 2023 erhielt er Episodenrollen in den Fernsehserien Chicago P.D., General Hospital und Zeit der Sehnsucht, 2024 hatte er eine Episodenrolle in der Fernsehserie The Lincoln Lawyer inne.

## Filmografie (Auswahl)
- 2011: Extremely Decent (Fernsehfilm)
- 2013: The Vault (Fernsehserie, Episode 1x12)
- 2013: Not Another High School Musical (Kurzfilm)
- 2013: The Bell Witch Haunting
- 2016: Murder Among Friends (Fernsehserie, Episode 1x06)
- 2018: My Keeper (Kurzfilm)
- 2020: The Post Age (Miniserie, 4 Episoden)
- 2021: Anniversary (Kurzfilm)
- 2023: Chicago P.D. (Fernsehserie, Episode 10x14)
- 2023: General Hospital (Fernsehserie, Episode 1x15383)
- 2023: Zeit der Sehnsucht (Days of Our Lives, Fernsehserie, Episode 1x14711)
- 2024: The Lincoln Lawyer (Fernsehserie, Episode 3x03)

## Synchronisationen (Auswahl)
- 2014: Selfie
- 2015–2019: Conan (Fernsehserie, 12 Episoden)
- 2016: Mis Tres Marías (Fernsehserie, 7 Episoden)
- 2016: Selfie 69
- 2016: Por amarte así (Fernsehserie, 78 Episoden)
- 2017: The Bride (Невеста/Newesta)
- 2017: Solo una madre (Fernsehserie, 90 Episoden)
- 2017: Para verte mejor (Fernsehserie, 93 Episoden)
- 2018: Dynasty Warriors 9 (Computerspiel)
- 2019: Der Basar des Schicksals (Le Bazar de la Charité, Fernsehserie, 8 Episoden)
- 2019: Wer hat den kleinen Grégory getötet? (Grégory, Miniserie, 5 Episoden)
- 2020: The Valhalla Murders (Fernsehserie, Episode 1x03)
- 2020: Unter der Sonne Ricciones (Sotto il sole di Riccione)
- 2021: Neumatt (Fernsehserie, 8 Episoden)
- 2021: Lulli
- 2021–2022: Shaman King (シャーマンキング/Shāman Kingu, Zeichentrickserie, 7 Episoden, verschiedene Rollen)
- 2022: Give Me an A
- 2023: Ōoku: The Inner Chambers (大奥/Ôoku, Zeichentrickserie, 9 Episoden)
- 2024: Return (Zeichentrickfilm)